# Sympathy for the Devil (film)
Sympathy for the Devil är en amerikansk action-thrillerfilm från 2023. Filmen är regisserad av Yuval Adler efter ett manus av Luke Paradise. I huvudrollerna ses Nicolas Cage och Joel Kinnaman.
Filmen hade världspremiär på Fantasia International Film Festival den 22 juli 2023 och hade biopremiär i USA den 28 juli samma år.

## Handling
Filmen kretsar kring en katt- och råttalek som har i sin upprinnelse i att en man tvingas köra en bil under pistolhot.

## Rollista (i urval)
- Nicolas Cage – passageraren
- Joel Kinnaman – föraren / David Chamberlain / James Levine
- Kaiwi Lyman –
- Cameron Lee Price – polis
- Burns Burns – krogägare
- Rich Hopkins  – lastbilschaufför
- Nancy Good
- Alexis Zollicoffer – servitris
- Oliver McCallum
- Annisse White
- Danny Tesla